# American Legion

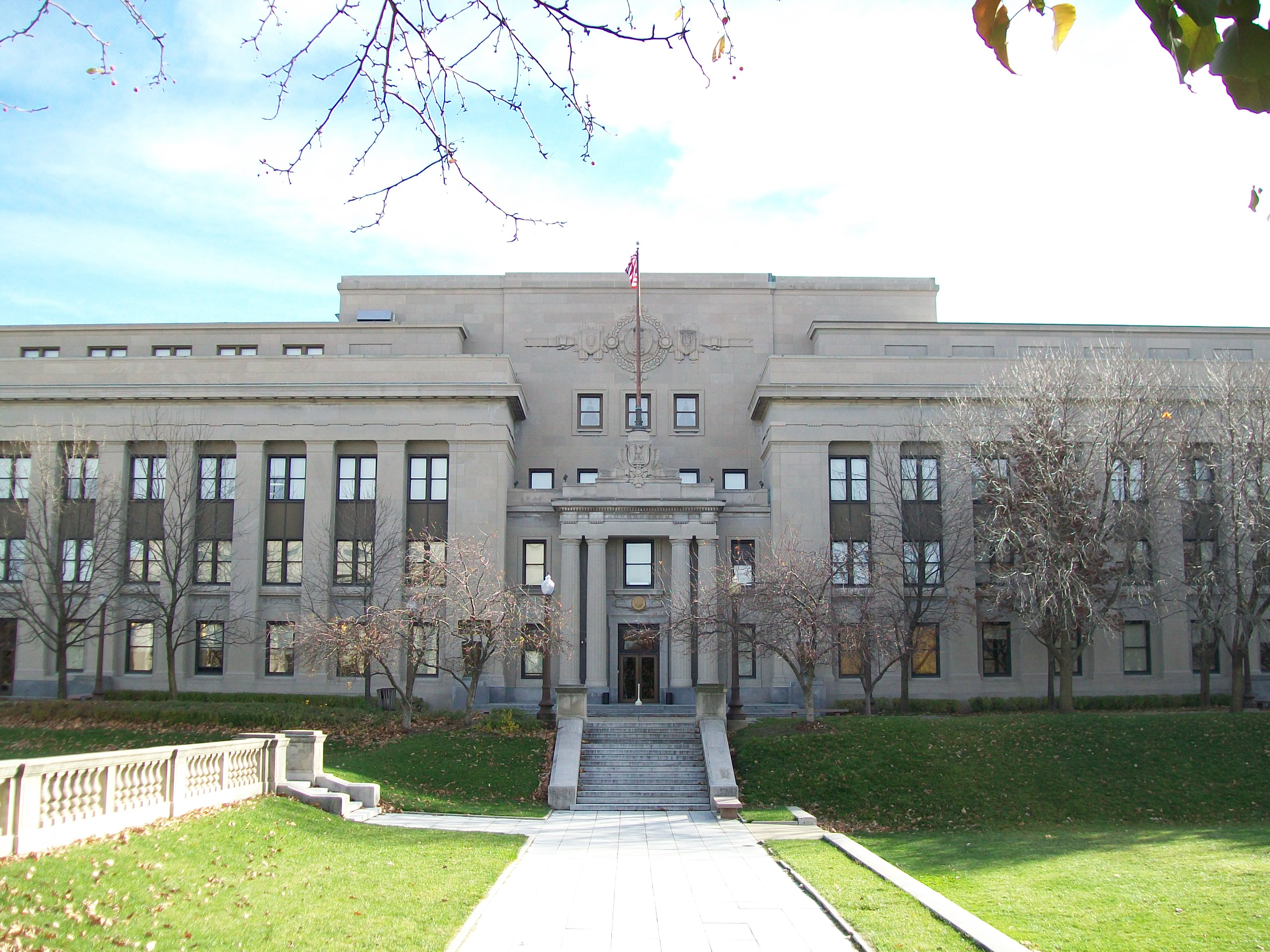
Hoofdkwartier

Het American Legion (Amerikaans Legioen) is een Amerikaanse sociale en gemeenschappelijke hulporganisatie van militairen en veteranen van de Amerikaanse strijdkrachten. De organisatie werd in 1919 opgericht door veteranen van de Eerste Wereldoorlog en kreeg later de status van een officiële patriottische vereniging onder titel 36 van de United States Code. De organisatie heeft haar hoofdkwartier in Indianapolis in de staat Indiana en houdt ook kantoor in Washington D.C. De organisatie heeft 3 miljoen leden in 14.000 posten wereldwijd.

## Veteranenziekte
In 1976 was er een grote uitbraak van legionellose, ofwel veteranenziekte tijdens een congres van het American Legion in Philadelphia, waarbij 34 mensen kwamen te overlijden. Hier komt zowel de naam veteranenziekte (Engelse naam: Legionnaires' disease) als de naam van de bacteriegenus legionella vandaan. De uitbraak in Philadelphia was de eerste bekende legionella-uitbraak in de geschiedenis, de bacterie was tot dan toe onbekend. Later bleek de ziekte ook eerder te zijn voorgekomen, zoals in 1957.